# Ballatha fimbriana
Ballatha fimbriana är en fjärilsart som beskrevs av Walker 1869. Ballatha fimbriana ingår i släktet Ballatha och familjen trågspinnare. Inga underarter finns listade i Catalogue of Life.